# Ualabi de potes vermelles
El ualabi de potes vermelles (Thylogale stigmatica) és una espècie de petit macròpode que viu a la costa nord-oriental d'Austràlia i a Nova Guinea. A Austràlia té una distribució dispersa que s'estén des de l'extrem de la península del Cap York (Queensland) fins a prop de Tamworth (Nova Gal·les del Sud. A Nova Guinea viu al sud de les planúries.